# Област Јубари
Област Јубари (јап. 夕張郡) Yūbari-gun се налази у субпрефектурама Сорачи, Хокаидо, Јапан. 
2004. године, у области Јубари живело је 33.253 становника и густину насељености од 65,71 становника по км². Укупна површина је 506,06 км².

## Вароши и села
- Куријама
- Наганума
- Јуни